# Kisvárda
Kisvárda là một thành phố thuộc hạt Szabolcs-Szatmár-Bereg, Hungary. Thành phố này có diện tích 35,91 km², dân số năm 2010 là 16863 người, mật độ 470 người/km².